# Barbie présente Lilipucia
Série Barbie
Barbie et la Magie de Noël
(2008) Barbie et les Trois Mousquetaires
(2009)
Pour plus de détails, voir Fiche technique et Distribution.
Barbie présente Lilipucia, ou Barbie présente la Petite Poucette au Québec, (Barbie Presents Thumbelina) est le 15e long métrage animé présentant la Poupée Barbie. Réalisé par Conrad Helten, le film est sorti en vidéo en 2009.

## Synopsis
Lilipucia et ses deux meilleures amies, Chrysella et Janessa, vivent cachées dans une magnifique prairie avec leur peuple : les Lilifées. Elles vivent dans la joie et la bonne humeur, attendant l'heureux événement qu'est l'éclosion des "Fleurs à Bébés", quand des bulldozers arrivent pour détruire leur habitat et y mettre une usine. Ainsi, malgré le fait que les Lilifées ne sont pas censées communiquer avec les humains, Lilipucia et ses deux amies se retrouvent malgré elles embarquées dans une situation où elles devront leur faire face. Lilipucia fera son possible pour convaincre Makena, une petite fille pourri-gâtée et qui ne pense qu'à rendre son "amie" Violet jalouse, de parler à ses richissimes parents pour qu'ils annulent leur projet de chantier dans la prairie des Lilifées.

## Fiche technique
- Titre original : Barbie Presents Thumbelina
- Titre français: Barbie présente Lilipucia
- Réalisation : Conrad Helten
- Scénario : Elise Allen
- Direction artistique : Walter P. Martishius
- Musique : Eric Colvin
- Production : Luke Carroll et Tiffany J. Shuttlworth ; Jennifer Twiner McCarron et Rob Hudnut (exécutifs)
- Sociétés de production : Mattel Entertainment, Rainmaker Entertainment
- Société de distribution : Universal Studios Home Entertainment
- Pays d'origine : États-Unis, Canada
- Langue d'origine : anglais
- Format : couleur - son stéréo
- Genre : animation
- Durée : 75 minutes
- Dates de sortie : 
  - France : 24 février 2009[2]
  - États-Unis : 17 mars 2009

Sources : Générique du DVD, IMDb

## Distribution
| - Kelly Sheridan : Barbie - Anna Cummer : Lilipucia - Kelly Metzger : Makena - Cathy Weseluck : Janessa - Natasha Calis : Emma - Tabitha St. Germain : Chrysella - Peter New : Evan (le père de Makena) - Kathleen Barr : Vanessa (la mère de Makena) - France Perras : Carla - Louis Chirillo : Myron - Mackenzie Gray : Rick - Garry Chalk : Louie - Ashleigh Ball : Violet - Brian Drummond : Précieux (le chien de Makena) | - Noémie Orphelin : Barbie - Marie Millet : Lilipucia - Nathalie Bienaimé : Makena, Lucas - Christelle Reboul : Janessa, Emma - Caroline Lallau : Chrysella - Laurent Mantel : Evan - Delphine Braillon : Vanessa, Carla - Gérard Surugue : Myron - Patrice Dozier : Rick - Bernard Demory : Louie - Geneviève Doang : Violet |

Source : Générique du DVD

## Autour du film
Créée en 1959, la Poupée Barbie est à l'origine de nombreux produits dérivés. Elle a également inspiré plusieurs films d’animation. Barbie présente Lilipucia est le quinzième long métrage mettant en vedette Barbie qui incarne différents personnages. Il est sorti la même année que Barbie et les Trois Mousquetaires et est suivi en 2010 par Barbie et le secret des sirènes et Barbie et la magie de la mode.
Le scénario est librement adapté du conte de Hans Christian Andersen, Poucette.